# Gelanemertes richardi
Gelanemertes richardi är en djurart som tillhör fylumet slemmaskar, och som först beskrevs av Louis Joubin 1906.  Gelanemertes richardi ingår i släktet Gelanemertes och familjen Pelagonemertidae. Inga underarter finns listade i Catalogue of Life.